# Stazione di Valdebebas
La stazione di Valdebebas è una stazione ferroviaria di Madrid.
Forma parte della linea C1 delle Cercanías di Madrid.
Si trova sotto avenida de las Fuerzas Armadas, all'incrocio con calle de Juan Antonio Samaranch e avenida de Alejandro de la Sota, nel distretto Hortaleza.

## Storia
La stazione è stata costruita contemporaneamente al resto della nuova linea C-1, inaugurata nel 2011, ma è stata inaugurata soltanto il 16 dicembre 2015, a causa della carenza di domanda nella zona..